# Komló
Komló je mesto na Madžarskem, ki upravno spada pod podregijo Komlói Županije Baranja.